# Йорданс, Ханс Старший
Ханс Йорданс Старший, или Первый (нидерл. Hans Jordaens de Oude; (1555, Антверпен — май 1630, Делфт) — фламандский живописец стиля барокко, писал картины на библейские сюжеты и пейзажи. Один из родоначальников большой семьи фламандских живописцев.

## Биография
Ханс Йорданс родился в Антверпене, но после осады города испанцами его семья в 1589 году переехала в Делфт, где он позднее, в 1613 году, вступил в Гильдию Святого Луки. По сведениям историографа Карела ван Мандера, изложенным в «Книге о художниках» (1604), он был учеником Мартена ван Клеве, который стал первым членом антверпенской гильдии в 1579 году. Йорданс был хорошим пейзажистом и «стаффажёром» (писавшим второстепенные детали на картинах других художников), в 1603—1604 годах жил в Делфте и взял в жёны вторую жену Франса Пурбуса Старшего после его внезапной смерти в 1581 году (Мандер называет 1580 год).
Историограф Арнольд Хоубракен в сборнике биографий «Великий театр нидерландских художников и художниц» (De Groote Schouburgh der Nederlantsche Konstschilders en Schilderessen, 1718—1721) отмечал, что данные биографии художника в лучшем случае отрывочны, и сам спутал Ханса Йорданса Старшего с его поздними потомками: Хансом Йордансом Третьим (1590—1643) и римским путешественником Хансом Йордансом Четвёртым (1616—1680). Хоубракен упомянул, что он (Ханс Четвёртый) родился в Делфте, отправился в Рим и в обществе художников «Перелётные птицы» (объединение художников-иностранцев в Риме) получил прозвание «Pollepel» (Ложка) за свою способность прописывать фигуры на холсте ложкой.
Путаница биографических сведений приводила к тому, что некоторые картины, ранее атрибутируемые Йордансу Старшему (Первому), теперь относят к творчеству Ханса Йорданса Третьего. Учеником Ханса Йорданса Старшего в Делфте был Антони Паламедес. Хоубракен также упомянул, что Лука Джордано, возможно, был сыном Ханса Йорданса Четвёртого, когда тот жил в Неаполе, но несоответствие дат погубило эту версию. Родственные связи многих «Йордансов» до настоящего времени не прояснены. Существуют также свидетельства о гравёре Л. Йордансе, который работал около 1660 года и мог быть сыном Ханса Четвёртого. Он работал с картографом Захарией Романом над пейзажами Зеландии.

## Галерея

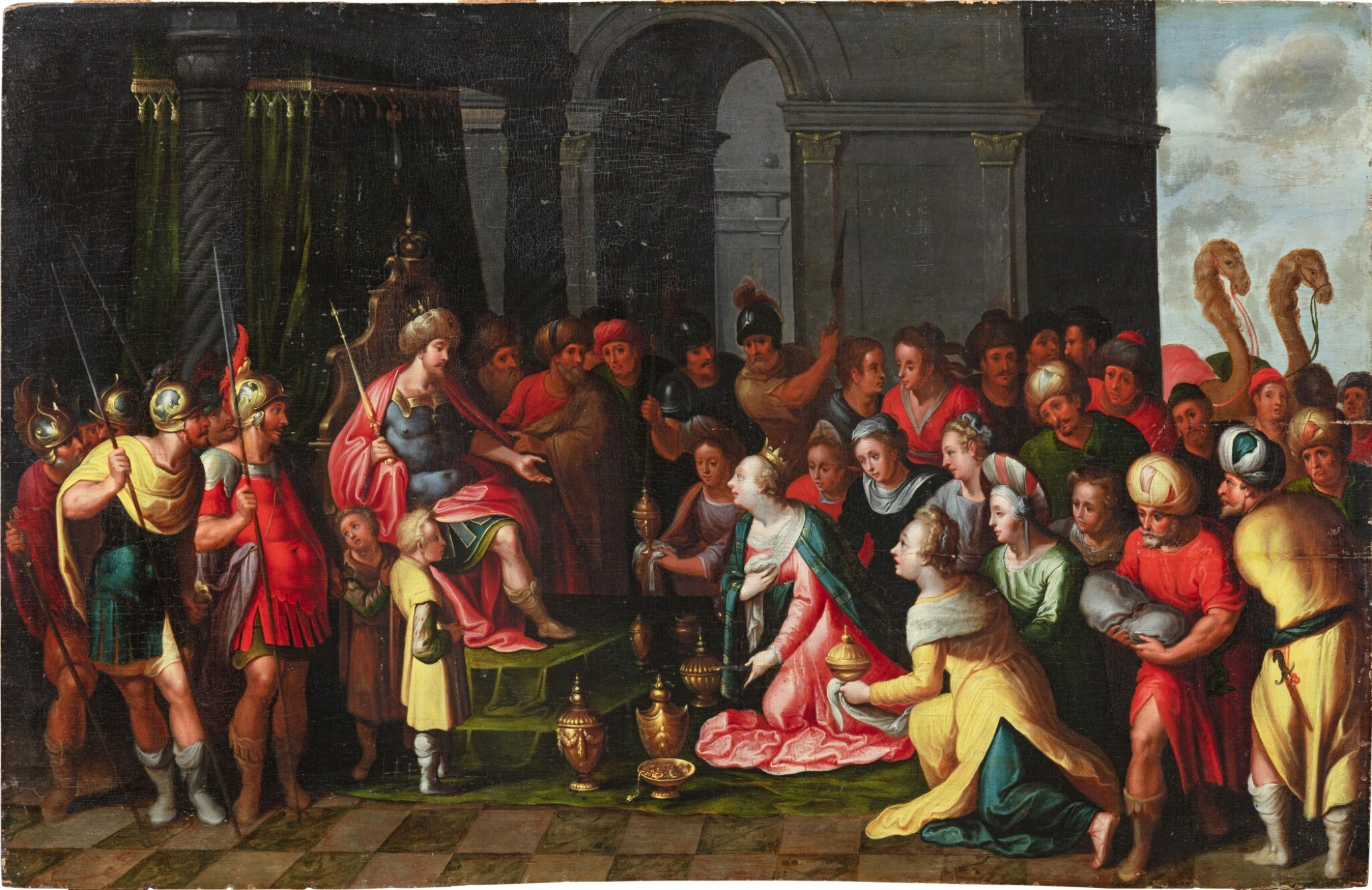
Соломон и царица Савская. Дерево, масло. Частное собрание
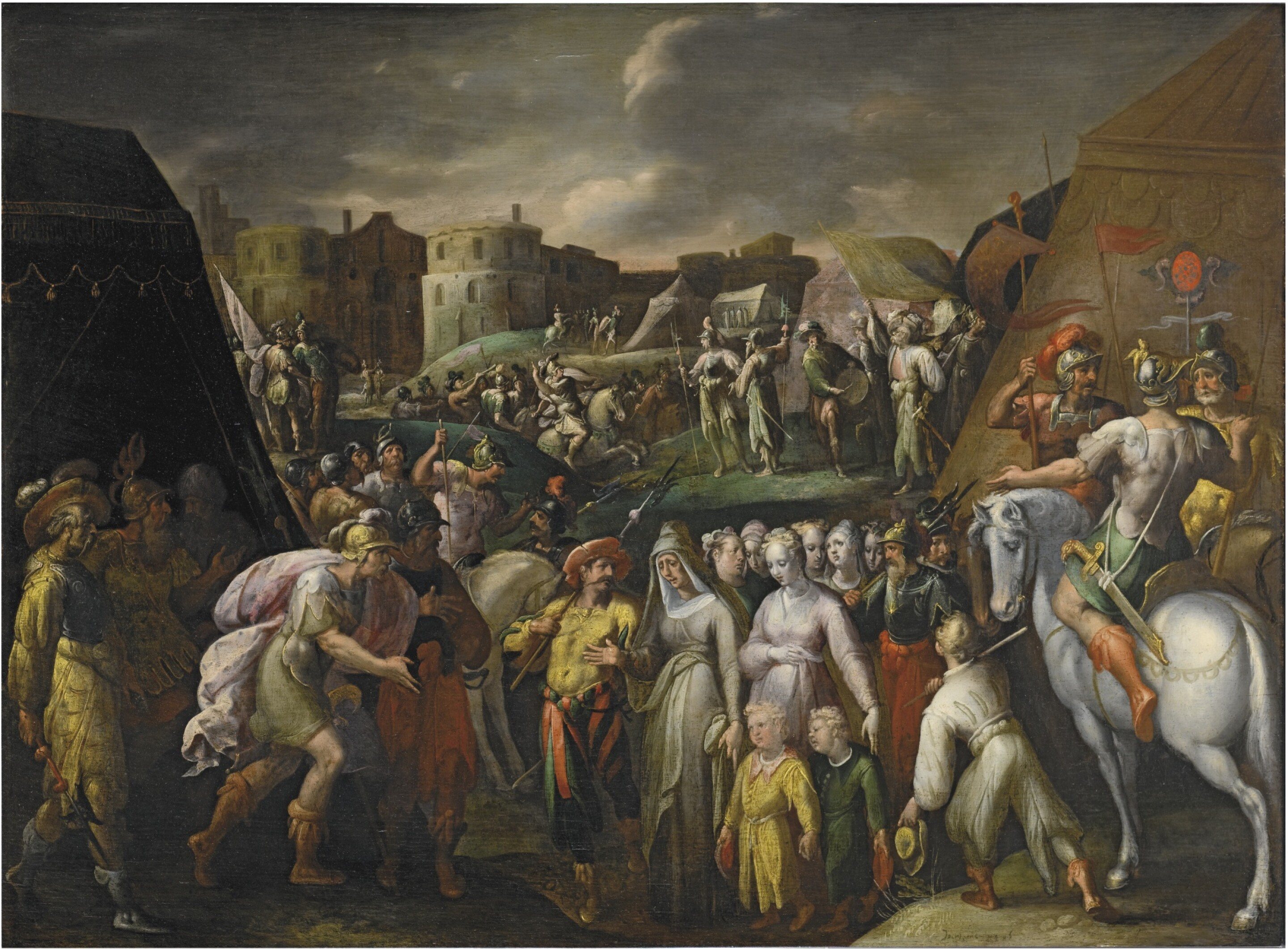
Семья Дария перед Александром Великим. 1596. Дерево, масло. Частное собрание
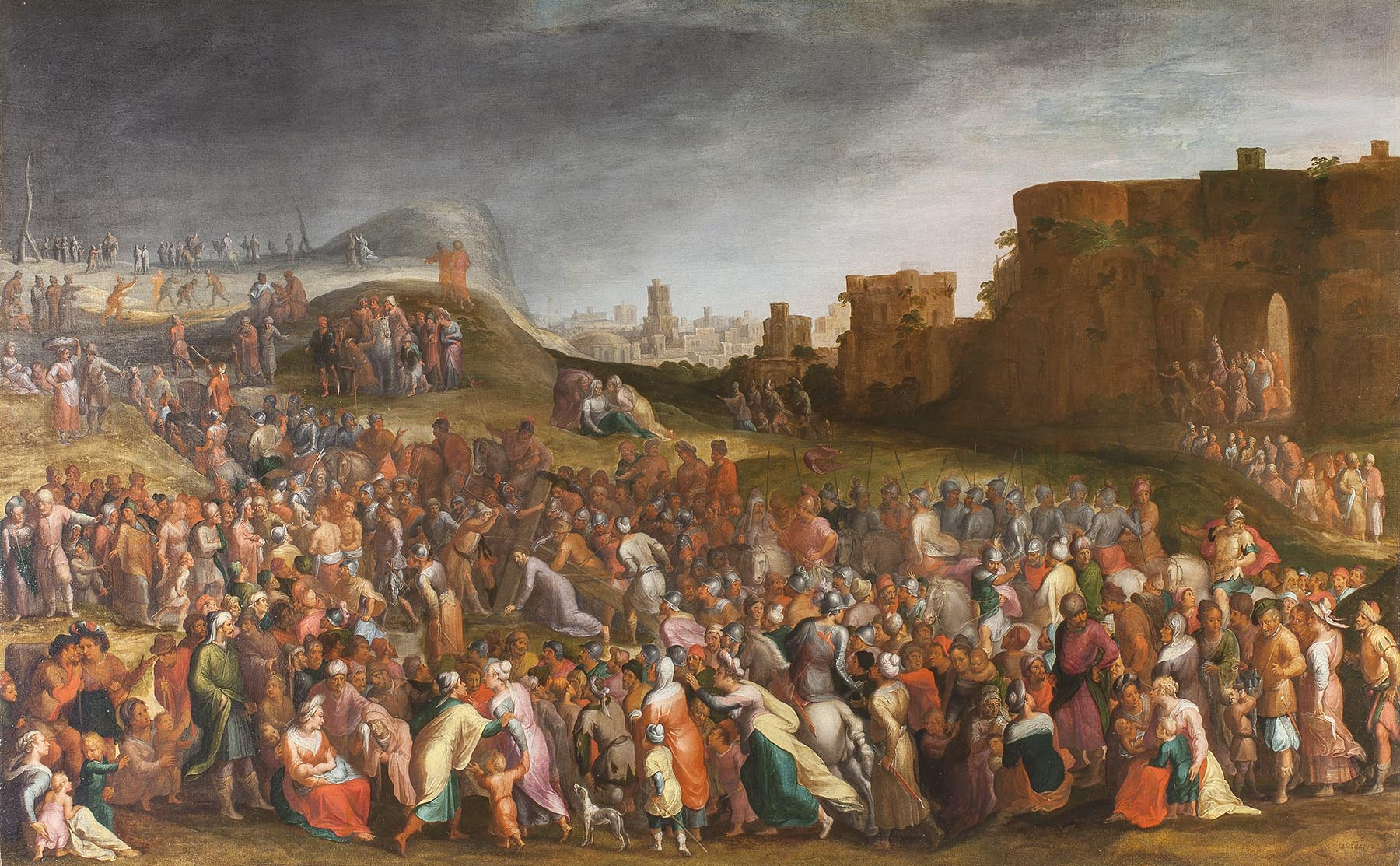
Христос на пути на Голгофу. Между 1595 и 1630. Холст, масло
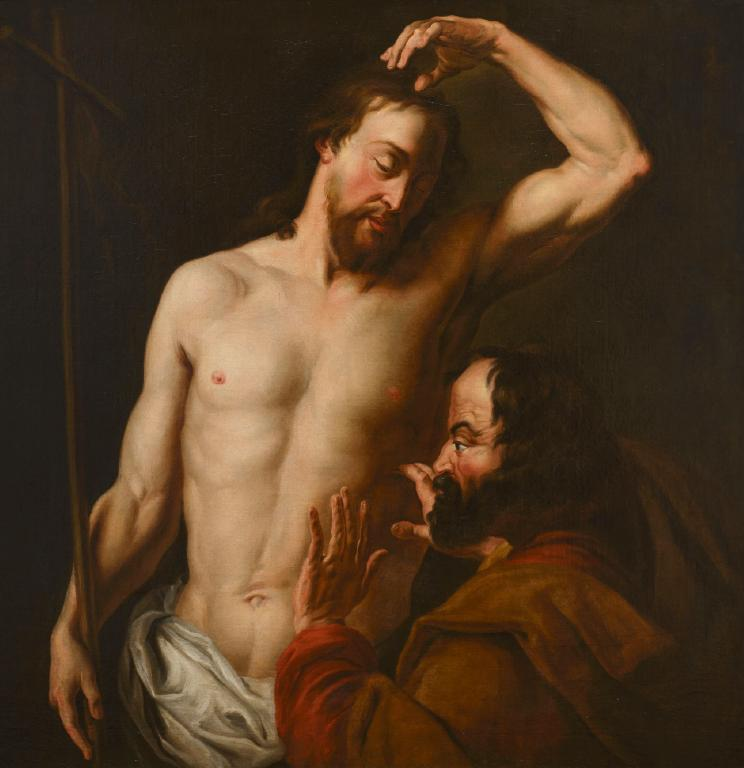
Неверие Святого Фомы. Холст, масло. Галерея искусств, Окланд, Новая Зеландия
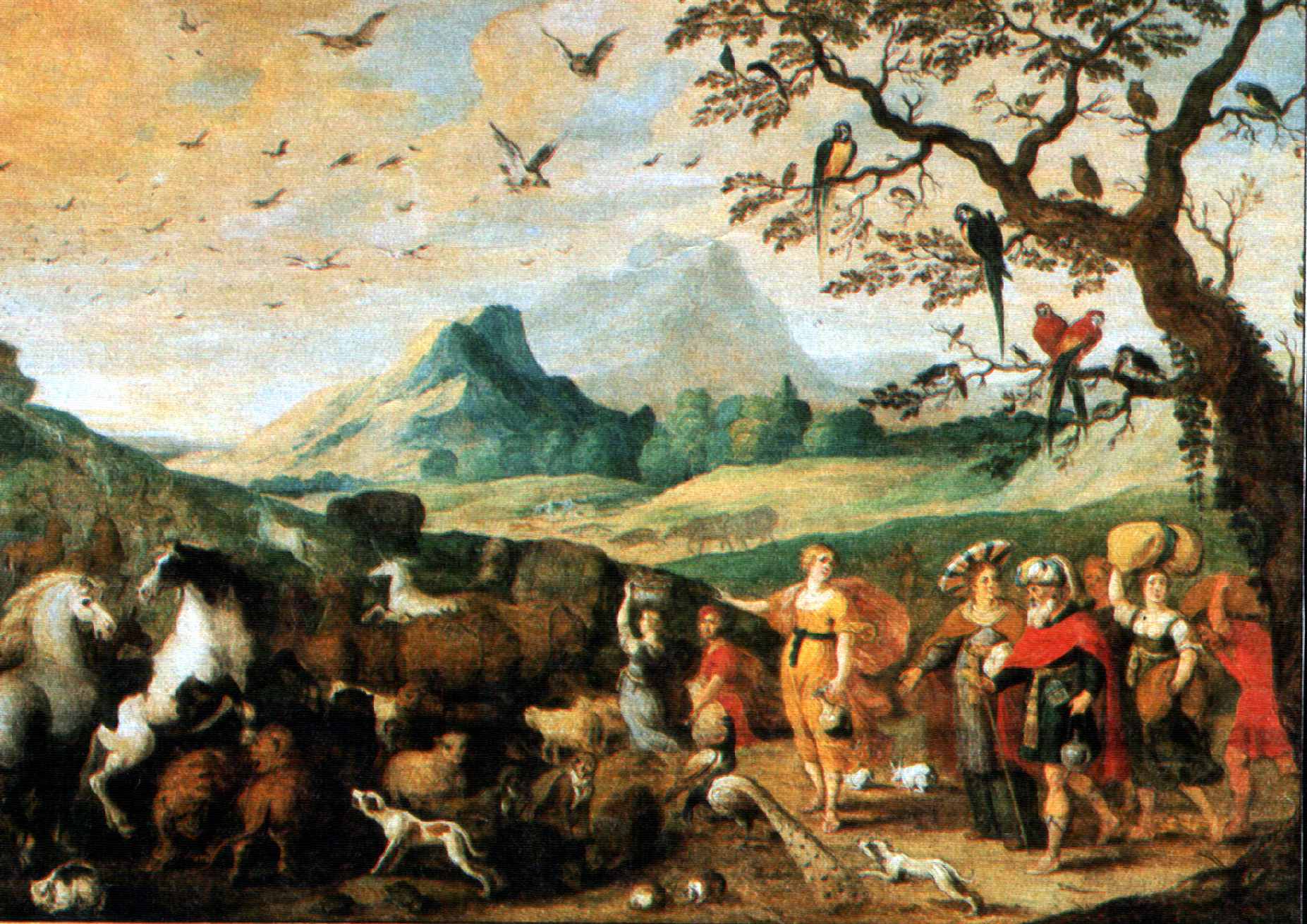
Вход Ноя в ковчег. Галерея Резиденции, Зальцбург